# Doliops cabrasae
Doliops cabrasae – gatunek chrząszcza z rodziny kózkowatych i podrodziny zgrzypikowych (Lamiinae).
Gatunek ten został opisany w 2017 roku przez Arvīdsa Barševskisa. Epitet gatunkowy nadano na cześć entomologa, Analyn Anzano Cabras.
Chrząszcz o ciele długości od 12,4 do 14 mm i szerokości od 5,2 do 5,9 mm, ubarwiony silne metalicznie połyskująco złociście z wzorem z żółtawozielonych łusek obejmującym: podłużny pas między oczami, kropki na policzkach oraz kręgi na bokach przedplecza i pokrywach, w tym parę dużych kręgów w nasadowej ich połowie. Mikrorzeźba, punktowanie i omszenie głowy są delikatne. Czułki są smukłe, krótko owłosione, od czwartego członu wzwyż ceglasto ubarwione. Przedplecze jest silnie wypukłe i prawie walcowate. Przód i boki wypukłych pokryw są grubo i rzadko punktowane. Krótkie odnóża mają tęgą budowę i ciemno owłosione stopy. Gatunek ten upodobniony jest do ryjkowca Pachyrrhynchus speciosus.
Owad endemiczny dla filipińskiego Mindanao, znany wyłącznie z prowincji Lanao del Sur.